# Polygala linoides
Polygala linoides är en jungfrulinsväxtart som beskrevs av Jean Louis Marie Poiret. Polygala linoides ingår i släktet jungfrulinssläktet, och familjen jungfrulinsväxter. Utöver nominatformen finns också underarten P. l. laxiflora.